# کشتارگاه

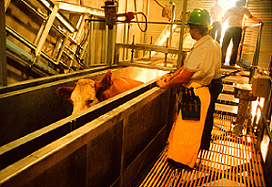

کشتارگاه یا سلاخ‌خانه به محلی گفته می‌شود که جانوران در آن به منظور تهیه گوشت کشته می‌شوند. برخی کشتارگاه‌ها نیز هستند که به منظور کشتن جانوران نامناسب (از لحاظ تهیه گوشت) یا جانوران بی‌مصرف (در مزارع) تعبیه شده‌است.